# Pankar
Pankar är ett naturreservat i Grötlingbo socken i Region Gotland på Gotland.
Området är naturskyddat sedan 2003 och är 28 hektar stort. Reservatet består av en ängsmiljö och lövskogsområde. 